# 光明想
光明想，佛教術語，是四修定三摩地之一，在修行法門中，常用於對治五蓋中的睡眠蓋。

## 概論
光明想，是以「明相」作為禪修的所緣。經由觀察日、月、星辰、寶石、燭火、火炬等會發出或反射光芒的對象，以此修光明心，可進入光明定中。